# Ulises (film)
Ulises è un film del 2011 diretto da Óscar Godoy.
Il film racconta la lotta quotidiana di un uomo per inserirsi in un paese straniero che lo respinge struggendosi nella nostalgia di casa come un Ulisse moderno condannato ad un eterno vagare.

## Trama
Julion, un immigrato peruviano in Cile, vive una profonda solitudine, non ha un alloggio decente, non ha relazioni con la gente. Resiste e con tenacia porta avanti la sua missione: lavorare e inviare denaro alla madre in Perù.
Da professore di storia che era nel suo paese si trasforma progressivamente in un uomo delle pulizie, poi in operaio di un macello, risalendo poco a poco la scala sociale.

## Riconoscimenti
- Sanfic 2011 - Miglior Film Cileno